# Рутли, Шошана
Шошана Рутли Лаксон (англ. Shoshauna Routley Laxson, род. 20 октября 1986, Техас) — канадская шоссейная велогонщица. Выступала в женской индивидуальной гонке на чемпионате мира по шоссейному велоспорту 2015 в Ричмонде.

## Личная жизнь
Шошана замужем за Уиллом Рутли, бывшим профессиональным велогонщиком, в последний раз выступившим за команду Rally Cycling в 2016 году.